# 布蘭德格拉本河 (勞本策德爾米爾巴赫河支流)
49°09′12″N 10°46′37″E / 49.15336°N 10.77707°E
布蘭德格拉本河（德語：Brandergraben），是德國的河流，位於該國東南部，由巴伐利亞負責管轄，屬於勞本策德爾米爾巴赫河的左支流，最終注入艾興貝格魏爾湖，河道全長1.2公里。